# Kemper Corporation
Kemper (NYSE: KMPR) er en amerikansk forsikringsformidler, der er baseret i Chicago, Illinois. Deres årsomsætning er på 5,2 mia. $, og der er 10.000 ansatte (2020).
Kemper Corporation blev etableret som Unitrin, Inc. i april 1990, ved et spin-off fra Henry Singleton's Teledyne-konglomerat.